# Grote of Onze-Lieve-Vrouwekerk (Tholen)
De Grote of Onze-Lieve-Vrouwekerk is een protestantse kerk in de Zeeuwse stad Tholen, gelegen aan Kerkplein 1.

## Geschiedenis
Oorspronkelijk was dit een katholieke kerk die vermoedelijk einde 13e eeuw gesticht werd en in 1404 verheven werd tot kapittelkerk. Oorspronkelijk waren er 9, later 11, kanunniken. In 1452 werd de kerk getroffen door een grote stadsbrand. De kerk werd daarbij niet volledig verwoest, maar verkeerde in slechte staat. Van voor die tijd dateren nog de twee onderste geledingen van de toren. Deze zijn van de 2e helft van de 14e eeuw. De huidige kerk werd in de 2e helft van de 15e eeuw gebouwd, en met de werkzaamheden werd vermoedelijk in 1458 begonnen. Mogelijk was Everaert Spoorwater de bouwmeester. Omstreeks 1510 zal het basilicale schip zijn voltooid. In 1520 werd nog gewerkt aan de kooromgang met straalkapellen, maar deze bleef onvoltooid en werd in de 2e helft van de 16e eeuw verbouwd tot noordkoor. Het zuidkoor is waarschijnlijk vroeg-15e-eeuws. Einde 15e eeuw werd de toren ook met twee geledingen verhoogd.
De reformatie leidde tot onlusten. In 1570 werden er kerkschatten geroofd en, nadat Tholen in 1577 de kant van Willem van Oranje had gekozen, werd de kerk in 1578 an stucken geslagen. Dit zal betrekking hebben gehad op een beeldenstorm. Hierbij werden ook de beelden, die het ingangsportaal sierden, vernield.
De kerk ging over naar de Nederduitse Gereformeerde Kerk, de latere Nederlandse Hervormde Kerk. In 1579 werd de eerste predikant geïnstalleerd en in 1638 werd een consistoriekamer aangebouwd. In 1755 werd het koor van schip en transept afgescheiden door een beschilderd schot.

## Gebouw
Het betreft een laatgotisch kerkgebouw in Brabantse gotiek, gebouwd in baksteen, dat bekleed is met Gobertangesteen. Het is een basilicale kruiskerk. Tot het interieur behoren een tiengebodenbord van 1581, een preekstoel van 1648, vervaardigd door Adam Hartman, en een doophek uit het midden van de 17e eeuw.
Het huidige orgel is van 1832 en is afkomstig uit de in 1940 gesloopte Galileërkerk te Leeuwarden. Tot 1955 stond het in Doesburg en sindsdien in Tholen. Het orgel werd vervaardigd door Luitjen Jacob en Jacob van Dam.
De kerk bevat een aantal historische grafzerken en de klokken zijn van 1627 en 1761.